# Ів Біссума
Ів Біссума (фр. Yves Bissouma, нар. 30 серпня 1996, Іссія) — малійський футболіст, півзахисник клубу «Тоттенгем Готспур».
Виступав, зокрема, за клуби «Реал Бамако», «Лілль» та «Брайтон», а також національну збірну Малі.

## Клубна кар'єра
Народився в Кот-д'Івуарі, розпочав свою кар'єру в молодіжній академії клубу «Маджестік», де він виступав разом з Адамою Траоре.
У дорослому футболі дебютував 2014 року виступами за команду клубу «Реал Бамако», в якій провів один сезон, взявши участь у 13 матчах чемпіонату. В сезоні 2014/15 років у складі цього клубу завоював титул переможця Прем'єр-ліги Малі.
Протягом 2015 року захищав кольори команди клубу «Лілль-2».
7 липня 2016 року, через чотири місяці після того, як прибув до Лілля з «Реал Бамако», Біссума підписав свій перший професійний контракт з клубом, на три роки. 20 вересня 2016 року дебютував у Лізі 1 в поєдинку проти «Тулузи», вийшовши в стартовому складі і провівши на полі весь матч.
Літом 2018 підписав 5-річний контракт з англійським «Брайтоном».

## Виступи за збірну
Буссума брав участь в Чемпіонаті африканських націй 2016 року в складі Малі. В футболці національної збірної дебютував 18 жовтня 2015 року в виграному (з рахунком 2:1) матчі проти Мавританії. У півфіналі турніру, в матчі проти Кот-д'Івуару, вийшов на поле на 76-ій хвилині, а на 89-ій хвилині відзначився переможним голом (1:0) у ворота івуарійців й приніс своїй збірній вихід до фіналу турніру. 2015 року дебютував в офіційних матчах у складі національної збірної Малі. Наразі провів у формі головної команди країни 16 матчів, забивши 3 голи.
У складі збірної був учасником Кубка африканських націй 2017 року у Габоні.

### Голи за збірну
У таблиці рахунок та результат збірної Малі знаходиться першим.
| Гол | Дата          | Місце                                    | Суперник    | Рахунок | Результат | Змагання                          |
| --- | ------------- | ---------------------------------------- | ----------- | ------- | --------- | --------------------------------- |
| 1.  | 4 лютого 2016 | Стад Режионал Ньямірамбо, Кігалі, Руанда | Кот-д'Івуар | 1–0     | 1–0       | Чемпіонат африканських націй 2016 |
| 2.  | 25 січня 2017 | Стад д'Оєм, Оєм, Габон                   | Уганда      | 1–1     | 1–1       | Кубок африканських націй 2017     |

## Досягнення

### Клубні
Прем'єр-ліга (Малі)
- Чемпіон (1): 2014/15

Тоттенгем Готспур
- Переможець Ліги Європи УЄФА: 2025

### У збірній
Чемпіонат африканських націй
- Фіналіст (1): 2016

## Статистика виступів

### Клубна
Станом на 22 травня 2022 року
| Сезон               | Команда             | Чемпіонат           | Чемпіонат | Чемпіонат | Кубок  | Кубок | Кубок | Континентальні кубки | Континентальні кубки | Континентальні кубки | Інші змагання | Інші змагання | Інші змагання | Усього | Усього |
| Сезон               | Команда             | Ліга                | Ігор      | Голів     | Ліга   | Ігор  | Голів | Ліга                 | Ігор                 | Голів                | Ліга          | Ігор          | Голів         | Ігор   | Голів  |
| ------------------- | ------------------- | ------------------- | --------- | --------- | ------ | ----- | ----- | -------------------- | -------------------- | -------------------- | ------------- | ------------- | ------------- | ------ | ------ |
| 2016-17             | «Лілль»             | Л1                  | 23        | 1         | КФ+КФЛ | 3+0   | 0+0   | ЛЄ                   | 1                    | 0                    | -             | -             | -             | 27     | 1      |
| 2017-18             | «Лілль»             | Л1                  | 24        | 2         | КФ+КФЛ | 2+2   | 1+0   | -                    | -                    | -                    | -             | -             | -             | 28     | 3      |
| Усього за «Лілль»   | Усього за «Лілль»   | Усього за «Лілль»   | 47        | 3         |        | 7     | 1     |                      | 1                    | 0                    |               | -             | -             | 55     | 4      |
| 2018-19             | «Брайтон»           | АПЛ                 | 28        | 0         | КА+КФЛ | 5+1   | 1+0   | -                    | -                    | -                    | -             | -             | -             | 34     | 1      |
| 2019–20             | «Брайтон»           | АПЛ                 | 22        | 1         | КА+КФЛ | 1+0   | 0     | -                    | -                    | -                    | -             | -             | -             | 23     | 1      |
| 2020–21             | «Брайтон»           | АПЛ                 | 36        | 1         | КА+КФЛ | 3+0   | 1+0   | -                    | -                    | -                    | -             | -             | -             | 39     | 2      |
| 2021–22             | «Брайтон»           | АПЛ                 | 26        | 1         | КА+КФЛ | 1+1   | 1+0   | -                    | -                    | -                    | -             | -             | -             | 28     | 2      |
| Усього за «Брайтон» | Усього за «Брайтон» | Усього за «Брайтон» | 112       | 3         |        | 12    | 3     |                      | -                    | -                    |               | -             | -             | 124    | 6      |
| Усього за кар'єру   | Усього за кар'єру   | Усього за кар'єру   | 133       | 5         |        | 17    | 3     |                      | 1                    | 0                    |               | -             | -             | 151    | 8      |